# جيمس إيدلمان
جيمس إيدلمان (بالإنجليزية: James Edelman)‏ هو محام بالقضاء العالي وقاضي أسترالي، ولد في 9 يناير 1974 في برث في أستراليا.